# Semion Chtchedrine
Semion Chtchedrine (en russe : Семён Фёдорович Щедри́н), né le 6 avril 1745 (17 avril dans le calendrier grégorien) à Saint-Pétersbourg (Russie) où  il meurt le 1er septembre 1804 (13 septembre dans le calendrier grégorien), est un peintre russe, un des premiers paysagistes russes. Il est l'oncle du peintre paysagiste Sylvestre Chtchedrine (1791-1830) et le frère du sculpteur Féodossi Chtchedrine (1751-1825).

## Biographie

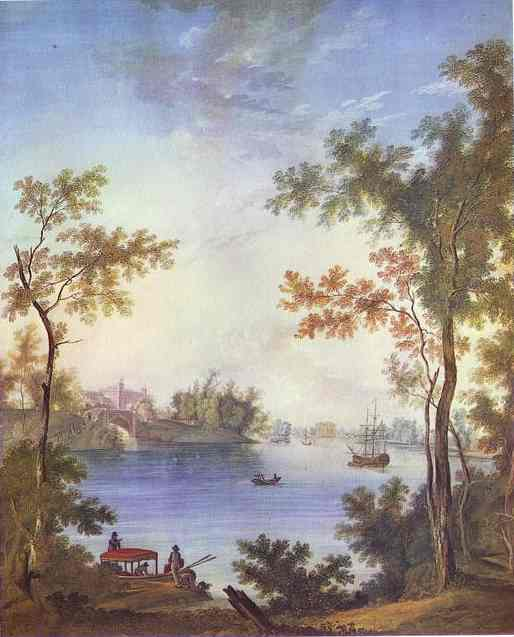
Vue du palais de Gatchina depuis le lac d'argent.

Semion Chtchedrine est le fils d'un soldat du régiment Préobrajensky (régiment de la Transfiguration). En 1759, il entre à l'Académie russe des beaux-arts de Saint-Pétersbourg et il y termine ses études avec une médaille d'or et une invitation à poursuivre ses études à l'étranger en 1765. Il décide d'aller à Paris, puis à Rome. À Paris, il étudie les œuvres des maîtres anciens et modernes. Sous l'influence du siècle des Lumières, il ressent l'existence de la beauté non seulement dans l'art classique, mais aussi dans les manifestations de la vie et de la nature, ce qui l'amène à travailler la peinture sur le motif. À Rome, il subit l'influence du classicisme suivant lequel l'art doit refléter les œuvres de l'Antiquité et poursuivre leur recherche de beauté. Cette influence s'impose à lui sans qu'il puisse y résister.
Chtchedrine revient à Saint-Pétersbourg en 1776 et devient professeur à l'Académie russe des beaux-arts. Il est choisi pour peindre des vues des palais et des parcs de l'impératrice Catherine II. Il réalise ainsi les toiles : Vue de l'île du grand étang dans le jardin de Tsarskoïe Selo (1777) et La cour de Tsarskoie Selo (1777). Après 1780, Chtchedrine participe à la restauration des œuvres de l'Ermitage, et, en 1799, il dirige une nouvelle classe de peinture de paysage à l'académie. Le point culminant de sa carrière se situe dans les années 1790. Ses œuvres les plus connues de cette époque sont des vues du parc et du palais de Pavlovsk, Gatchina et Peterhof : Le moulin et la tour de Peel à Pavlovsk (1792), Vue du Palais de Gatchina du côté du lac d'argent (1798), Vue du Palais Gatchina depuis l'île longue (1798), Le pont de pierre de Gatchina (1799-1801), Vue du Palais de l'île de pierre à travers la grande Nevka, du côté de la rive Strogonov (1803). La composition de toutes ces œuvres est similaire et correspond aux règles académiques classiques.

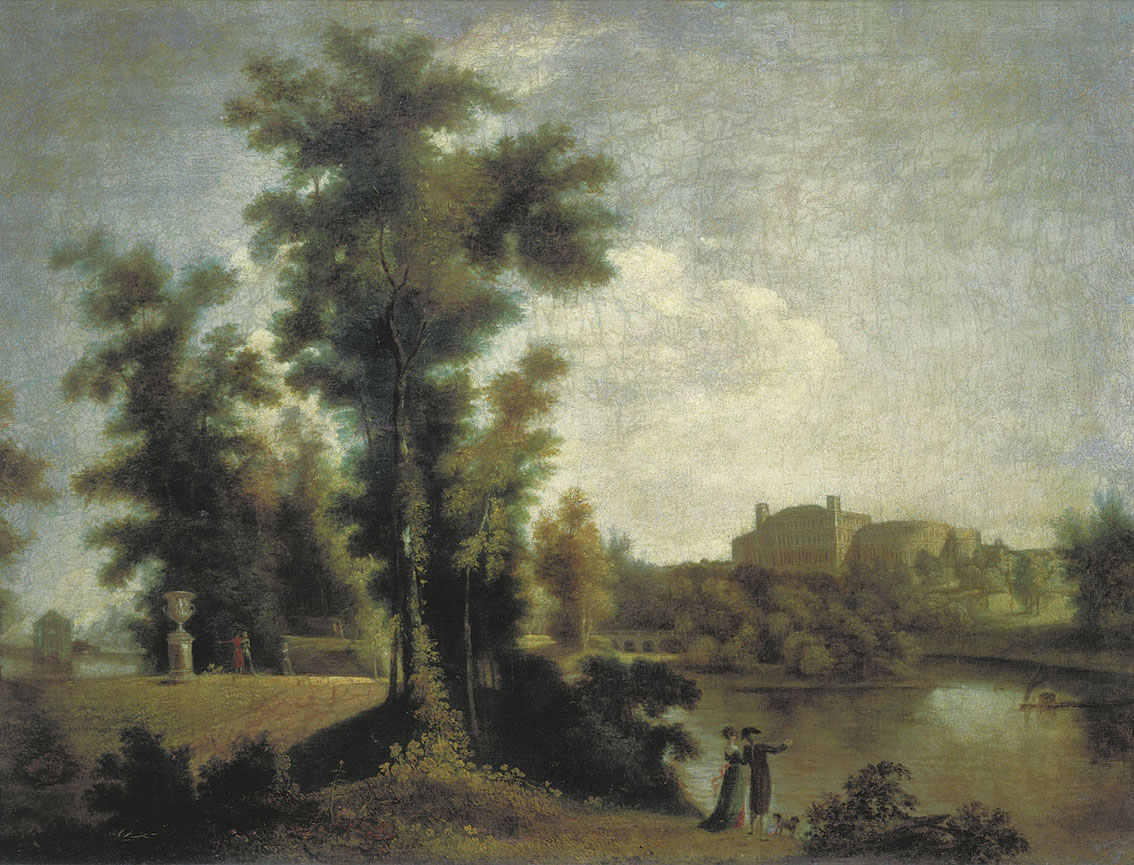
Vue du Palais de Gatchina et du parc.
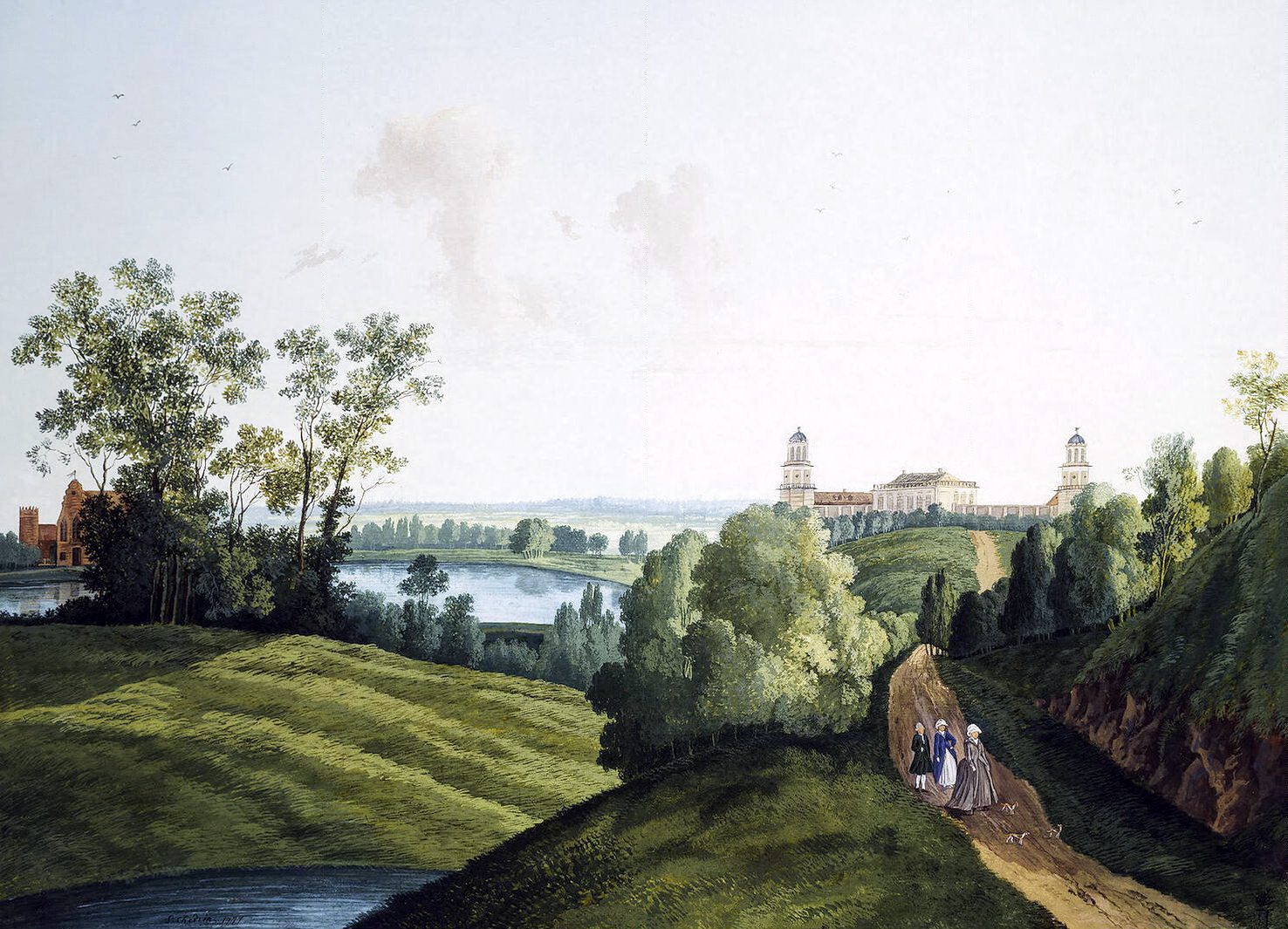
Chtchedrine Semion. Paysage à Tsarskoie Selo avec vue sur la ferme
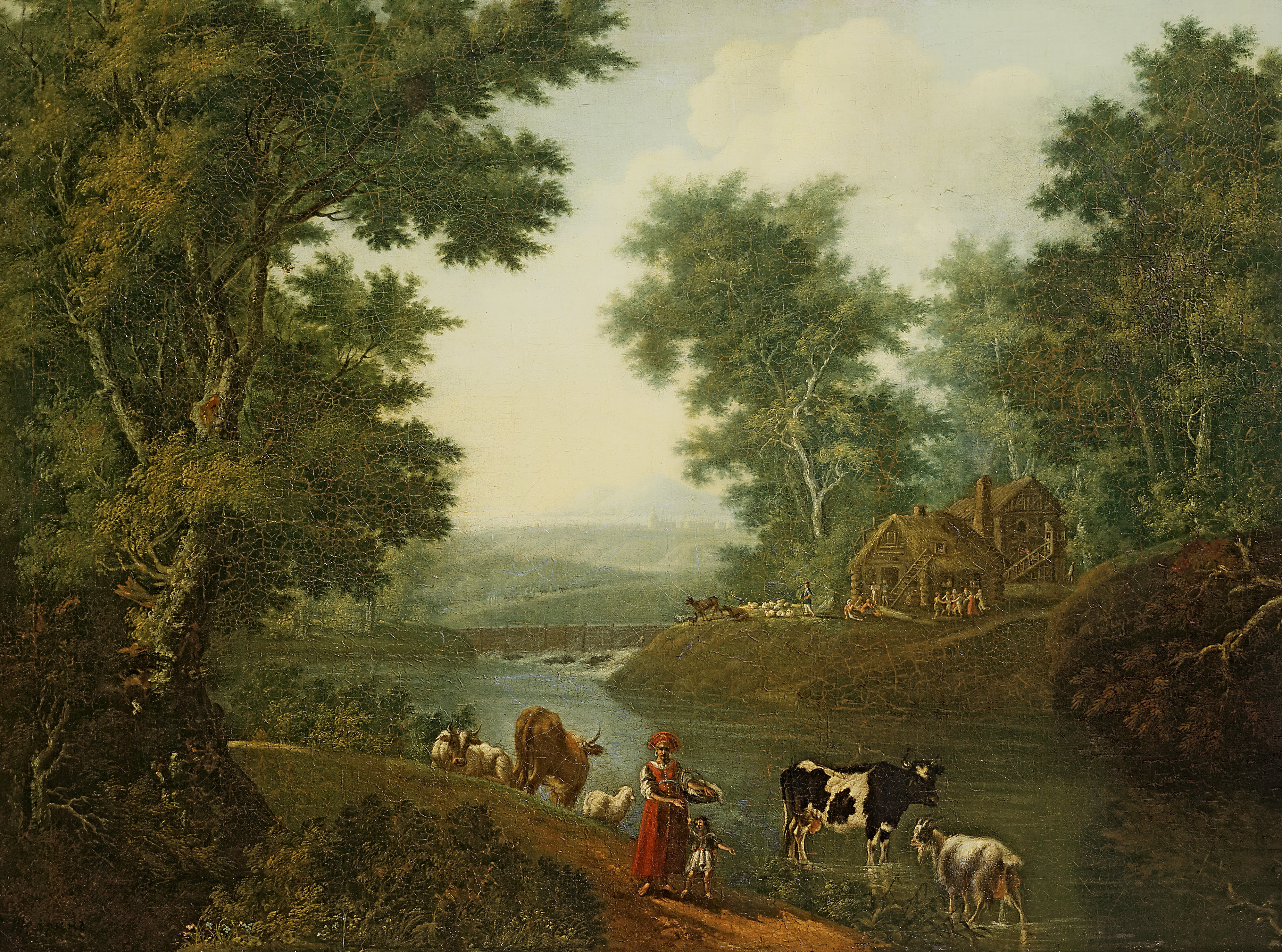
Paysage dans les environs de Saint-Pétersbourg